# Palacio Pemartín
El palacio Permartín, también conocido como "Palacio de los Marqueses de Mesas de Asta", se encuentra en la plaza de San Juan (barrio del mismo nombre, situado en Jerez de la Frontera (España).
Actualmente es sede del Centro Andaluz de Flamenco.

## Historia

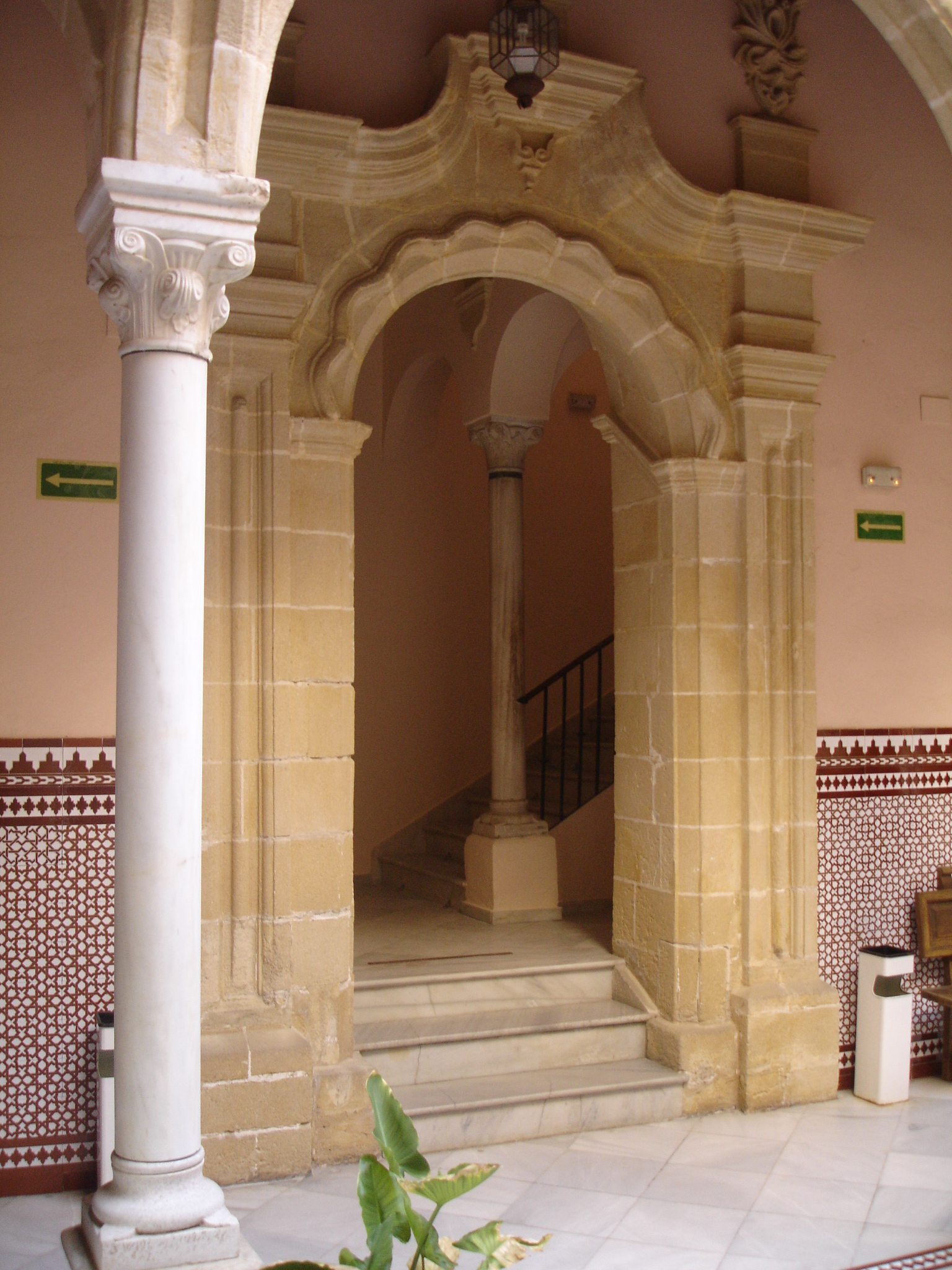
Puerta interior del palacio.

El palacio data del siglo XV, pero ha sido rehabilitado en los siglos XVIII y XX. Sus primeros propietarios fueron Don Alvar López de Hinojosa, Caballero Veinticuatro, y su esposa Doña Isabel Melgarejo. En la actualidad este edificio es la sede del Centro Andaluz de Flamenco, dependiente de la Junta de Andalucía, y en él se puede escuchar su extensa discografía, consultar la bibliografía sobre flamenco, así como asistir a las proyecciones diarias de vídeos flamencos.

## Descripción
Palacio de dos plantas, la puerta principal está desplaza hacia la izquierda del conjunto de la fachada. 
Destaca su valioso ornamente mudéjar y cuenta con decoración con motivos vegetales, vidrieras y rocalla.
El patio interior, de forma cuadrangular y considerada una de las estancias más distinguidas del palacio, realiza la distribución y organización de toda la edificación. En dicho patio se celebran actuaciones y proyecciones relacionadas con el flamenco

## Galería

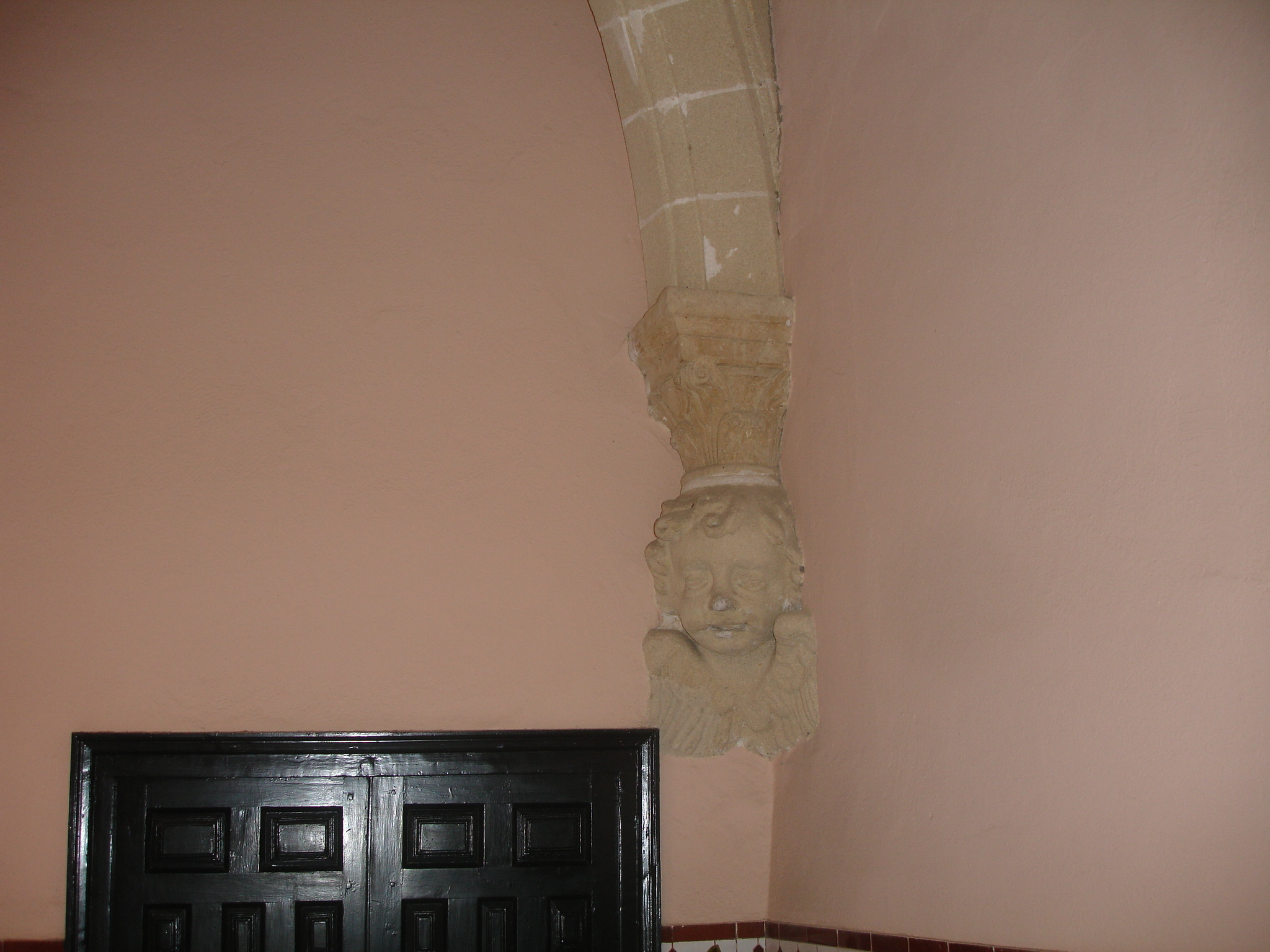
Detalle del palacio
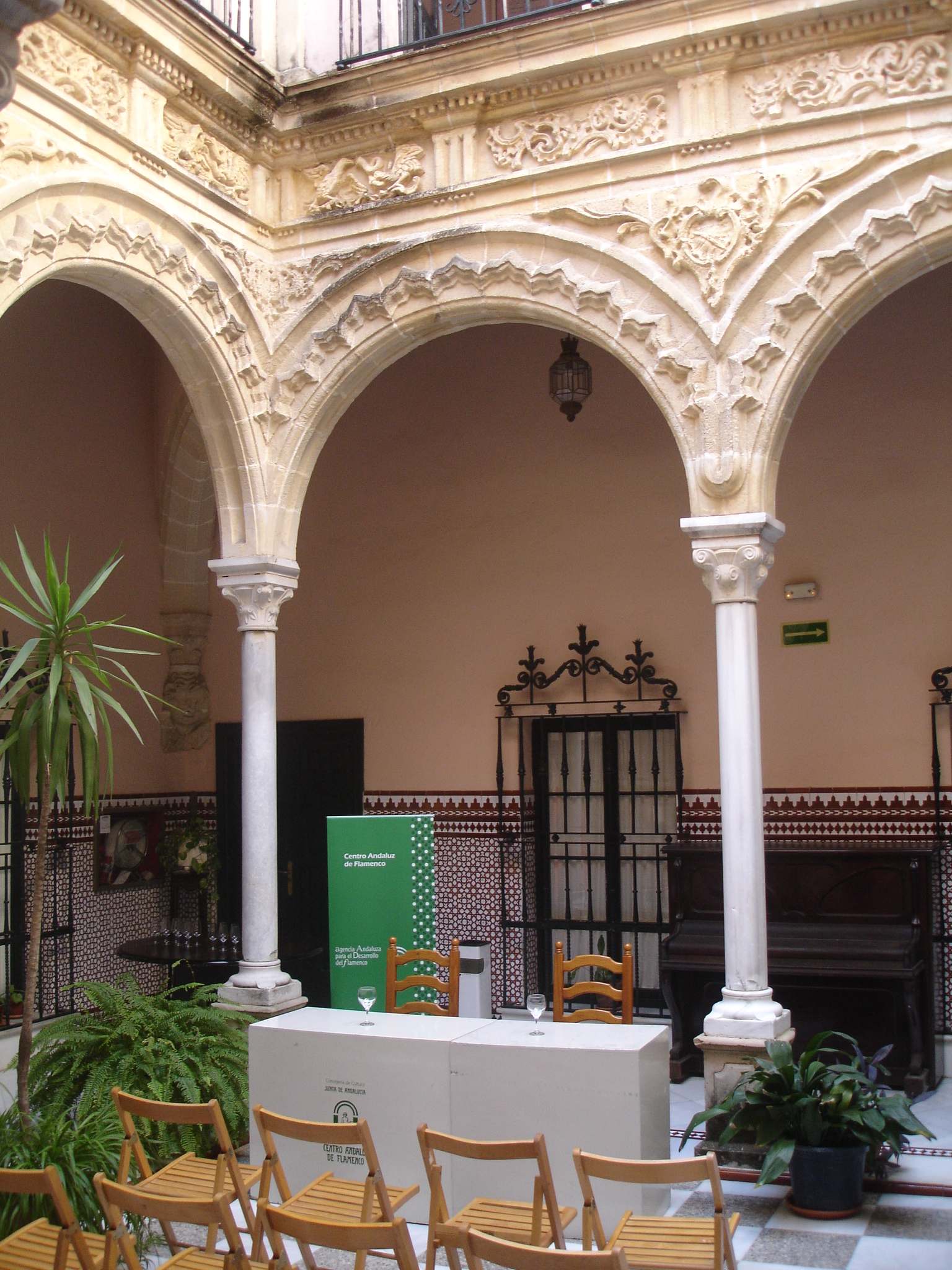
Arcos del patio
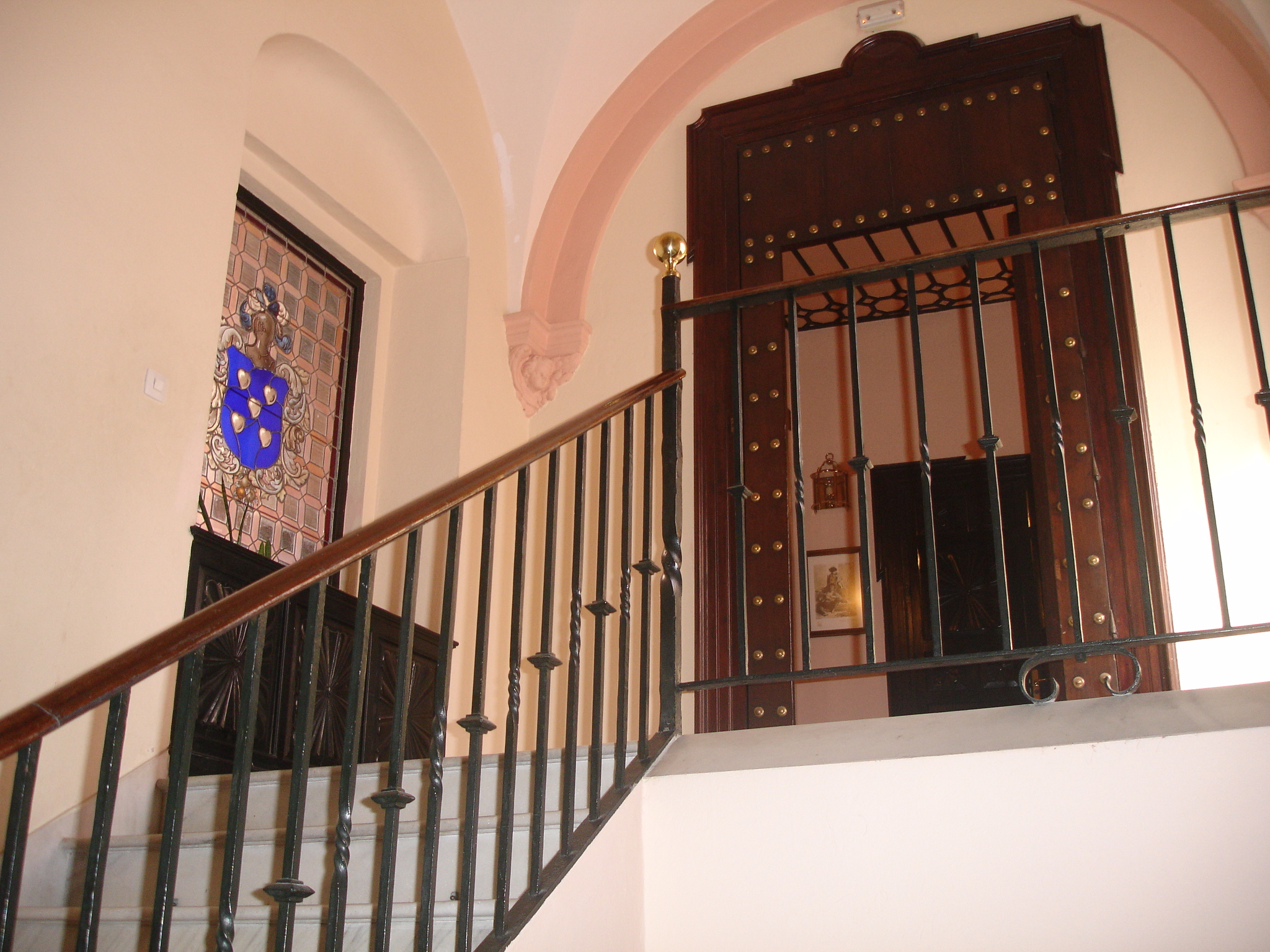
Escalera principal
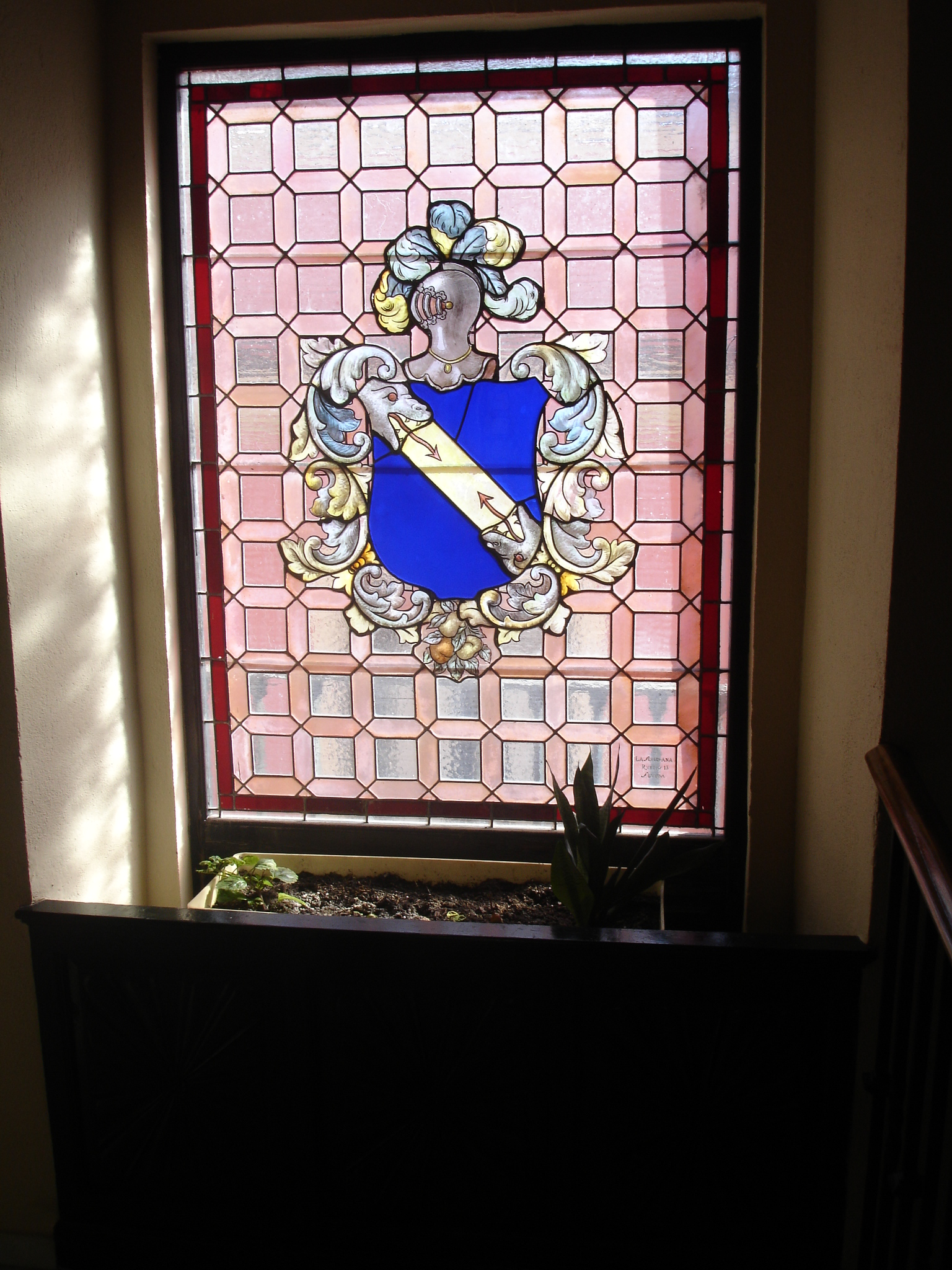
Vidriera